# Papa Valentino
O Papa Valentino era romano e governou apenas quarenta dias. Eleito o 100.º Papa em c. 31 de agosto de 827, morreu em c. 10 de outubro desse mesmo ano. A sua consagração foi acolhida com grandes manifestações de júbilo pelo seu caráter bondoso.

## Carreira
Nascido em Roma, na região da Via Lata, Valentim era filho de um nobre romano chamado Leôncio. Mostrando uma aptidão precoce para a aprendizagem, ele foi transferido da escola anexa ao Palácio de Latrão e, de acordo com o Liber Pontificalis, foi feito diácono pelo Papa Pascoal I (817-824). Seu biógrafo no Liber pontificalis elogia sua piedade e pureza moral, que lhe valeu o favor de Pascal I, que o elevou ao posto de arquidiácono. Ele também foi claramente favorecido pelo sucessor de Pascal, Eugênio II, a ponto de circularem rumores de que Valentine era realmente filho de Eugene. De acordo com Louis-Marie DeCormenin, outros rumores declararam que Valentine e Eugene estavam envolvidos em um relacionamento ilícito.
Com a morte de Eugênio II, Valentim foi aclamado papa pelo clero romano, pela nobreza e pelo povo. Tiraram-no da Basílica de Santa Maria Maggiore e instalaram-no no Palácio de Latrão, ignorando os seus protestos. Na pressa, eles o entronizaram antes de ser ordenado sacerdote. Essa foi uma reversão incomum dos procedimentos normais e, de fato, foi a primeira vez que aconteceu na história registrada do papado, embora se repetisse durante o pontificado de Bento III. No domingo seguinte, ele foi formalmente consagrado bispo na Basílica de São Pedro. Não houve representantes imperiais presentes durante a eleição, e Valentim não teve oportunidade de ratificar sua eleição com o imperador carolíngio, pois ele morreu em cinco semanas, morrendo em 10 de outubro de 827.

## Legado
A eleição de Valentim foi outro sinal do aumento da influência que a nobreza romana estava tendo no processo eleitoral papal. Eles não apenas conseguiram eleger um deles, mas também participaram da própria eleição. O Concílio de Latrão de 769, sob Estêvão III, ordenou que a eleição do papa fosse responsabilidade apenas do clero romano, e que a nobreza só poderia oferecer seus respeitos após o papa ter sido escolhido e entronizado. O édito desse concílio foi revogado, entretanto, com o Ludowicianum de 817, que previa que a nobreza leiga romana participasse das eleições papais. Esta invasão gradual no processo eleitoral papal alcançaria seu ponto mais baixo durante o século X, quando o papado tornou-se o brinquedo da aristocracia romana.